# Bagiewnik białopierśny
Bagiewnik białopierśny (Amaurornis phoenicurus) – gatunek średniej wielkości ptaka z rodziny chruścieli (Rallidae). Częściowo wędrowny. Występuje w Azji Południowej, Południowo-Wschodniej i Wschodniej, zimuje także na wschodnim Półwyspie Arabskim. Nie jest zagrożony wyginięciem.

## Taksonomia

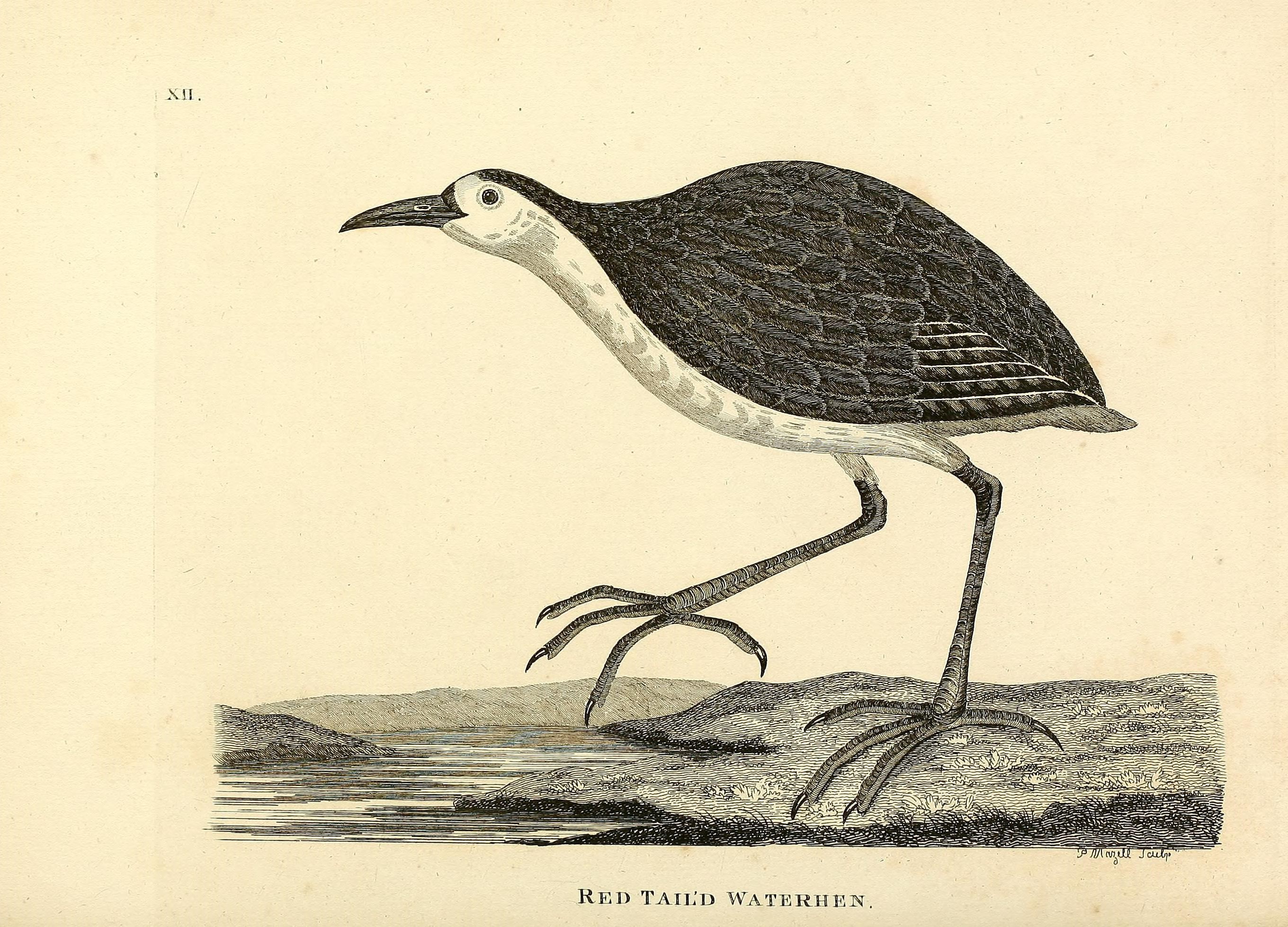
Tablica barwna dołączona do pierwszego opisu

Po raz pierwszy gatunek opisał Thomas Pennant w 1769. Holotyp pochodził z Cejlonu. Nowemu gatunkowi nadał nazwę Gallinula phoenicurus. Opisał wyłącznie wygląd ptaka, podał nazwę używaną na Cejlonie oraz długość i masę ciała. Do opisu dołączona była tablica barwna opatrzona numerem XII. Jej barwną wersję Johann Reinhold Forster w 1781 zamieścił w Indische Zoologie.... Obecnie (2020) Międzynarodowy Komitet Ornitologiczny (IOC) umieszcza bagiewnika białopierśnego w rodzaju Amaurornis. Wyróżnia 3 podgatunki. Systematyka w obrębie podgatunków jest niejasna. Autorzy HBW wyróżniają jeszcze czwarty podgatunek: A. p. midnicobarica Abdulali, 1978 (w klasyfikacji IOC należy on do A. p. insularis). Opisywano kilka innych nieuznawanych podgatunków. IOC włącza do podgatunku nominatywnego A. p. chinensis, A. p. javanica i A. p. maldiva, do A. p. insularis – A. p. leucocephalus, zaś do A. p. leucomelana – A. p. variabilis.
Dwukrotne badanie kariotypu przyniosło dwa różne rezultaty. Jedno z badań, którego wyniki opublikowano w 1973, wskazywało, że u nieokreślonego podgatunku 2n=74. Według informacji z 1992 u podgatunku nominatywnego (tam jako A. p. chinensis) 2n=78. Genom mitochondrialny u bagiewników białopierśnych złożony jest z 17 213 par zasad.

## Podgatunki i zasięg występowania
IOC wyróżnia następujące podgatunki:
- A. p. phoenicurus (Pennant, 1769) – Pakistan, Indie[9], Nepal[12][13] (pierwszy okaz muzealny pozyskany między 1824 a 1844[12][6]), Malediwy i Cejlon po wschodnie Chiny, Tajwan, Riukiu, Ogasawara i Japonia na południe poprzez południowo-wschodnią Azję i Filipiny po Wyspę Bożego Narodzenia oraz Wyspy Kokosowe. Populacje z północnych części zasięgu zimują na południu, aż po zachodni Półwysep Arabski. Współcześnie zasięg tego podgatunku poszerza się na północ w Japonii i Koreę oraz na wschód po Mikronezję[9].
- A. p. insularis Sharpe, 1894[3] – Andamany i Nikobary[9]
- A. p. leucomelana (Müller, 1842[14]) – Celebes, zachodnie Moluki i Małe Wyspy Sundajskie[9]

EkspansjaPierwszy lęg bagiewnika białopierśnego w Mikronezji opisano w 2010, rok wcześniej prowadzono rozmowy z rdzennymi mieszkańcami. Choć niejasno opisywali te ptaki, znali ich głosy, dostarczyli również okaz muzealny. Bagiewniki białopierśne miały pojawić się na Woleai w latach 70. XX wieku, a na początku lub w połowie lat 80. XX wieku – na Ifalik. Do lat 70. XX wieku rzadko obserwowano bagiewniki białopierśne w Japonii, później częstotliwość obserwacji zaczęła wzrastać. W 1982 stwierdzono pierwszy lęg na Kiusiu. W latach 90. XX wieku odnotowano, że rozprzestrzenianie się zasięgu gatunku na północ w Japonii postępowało. W Korei po raz pierwszy stwierdzono A. phoenicurus w 1970 (w 2008 odbył się udany lęg), na Molukach (Seram) – w 1987, na Wyspie Bożego Narodzenia – w 1993. Na Wyspach Kokosowych prawdopodobnie populacja lęgowa ustabilizowała się między końcem lat 90. XX wieku a 2004. W 2009 po raz pierwszy zaobserwowano bagiewnika białopierśnego w Arabii Saudyjskiej, w dotąd najbardziej wysuniętej na północ lokalizacji w obrębie zasięgu tego gatunku na Półwyspie Arabskim. Do 2010 w Omanie dokonano ponad 50 stwierdzeń (pierwsze w 1977; do 1994 – 13), w Zjednoczonych Emiratach Arabskich – ponad 25 (pierwsze na przełomie listopada i grudnia 1992), zaś w Katarze i Jemenie po jednej przygodnej obserwacji (w Katarze w lutym 2007, w Jemenie w marcu 1993). W grudniu 2010 miała miejsce pierwsza obserwacja w Iranie. Pierwszoroczny ptak znalazł się 600 km od najbliższych znanych stanowisk lęgowych. W drugiej połowie 2010 duży obszar w Pakistanie został nawiedzony przez powodzie, co być może przyczyniło się do utworzenia nowych środowisk życia dla bagiewników białopierśnych.

## Morfologia
Długość ciała wynosi 28–33 cm; masa ciała samców: 203–328 (średnio 228,5) g, masa ciała samic: 166–225 (średnio 196,5) g; rozpiętość skrzydeł około 49 cm. Poniżej podano w milimetrach wymiary szczegółowe dla ptaków podgatunku nominatywnego:
| Płeć oraz liczba osobników | Długość skrzydła | Długość dzioba (od nasady w czaszce) | Długość skoku | Długość ogona |
| -------------------------- | ---------------- | ------------------------------------ | ------------- | ------------- |
| Samce, n=12                | 148–178          | 38–42                                | 53–63         | 59–80         |
| Samice, n=14               | 138–168          | 34–36                                | 52–59         | 46–71         |

Dla nieokreślonej liczby przedstawicieli A. p. insularis długość skrzydła wynosi 157–173 mm, długość dzioba od piór – 37–44 mm (starsze dane z 1913 mówią o długości skrzydła 136–163 mm, średnio 149,5 dla 29 osobników A. p. javanica [= A. p. insularis]). Dla 3 samców z podgatunku A. p. leucomelana długość skrzydła wynosi 162, 166 i 172 mm, długość ogona – 64, 65 i 72 mm, długość górnej krawędzi dzioba – 39, 38 i 37 mm.
Dalszy opis dotyczy ptaków podgatunku nominatywnego. Obszar od przodu czoła do tyłu szyi ciemnopopielaty. Górna cześć grzbietu, w tym lotki III rzędu i barkówki mają barwę ciemną, łupkowoszarą. Na okazach muzealnych widać też oliwkowy nalot, który być może nie występuje u dzikich ptaków. Niższa część grzbietu i pokrywy nadogonowe matowe, ciemnobrązowe. Sterówki czarniawo-brązowe. Pokrywy skrzydłowe ciemnopopielate. Lotki I i II rzędu popielatobrązowe, na zewnętrznych krawędziach i końcówkach bardziej popielate. Pokrywy obrzeżające skrzydło oraz zewnętrzna chorągiewka zewnętrznej lotki I rzędu wyróżniają się barwą białą. Najbardziej wewnętrzne lotki oraz pokrywy podskrzydłowe mają łupkową barwę i wąskie białe obrzeżenia. Czoło, boki głowy, szyi oraz spód ciała aż po górną część brzucha porastają białe pióra. Ta biała połać piór oddzielona jest od łupkowego wierzchu ciała czarną linią, która biegnie od tyłu pokryw usznych po boki ciała. Boki piersi są czarne, lecz porastające je pióra mają białe chorągiewki wewnętrzne. Boki ciała w górnej części są ciemnołupkowe, boki niższej części grzbietu, tylnej części spodu ciała oraz pokrywy podogonowe płowe, o głębokim nasyceniu. Niższa część brzucha wraz z nogawicami wyróżniają się cynamonowym kolorem. U niektórych osobników boki piersi są czarniawe, gęsto pokryte oliwkowymi pasami. Jest to cecha osobnicza i nie ma związku z podgatunkiem ptaka. Tęczówka ma barwę od szkarłatnej po czerwonobrązową lub w kolorze umbry. Dziób w większości ubarwiony jest szarozielono (w szałwiowej zieleni), jego końcówka i niższa część żuchwy są jaśniejsze i żółtawe. Nasada górnej szczęki nabrzmiała, czerwona. Nogi i stopy przybierają barwę od żółci chromowej po żółtozieloną. Ptaki obydwu płci są podobne z wyglądu, samice wyróżniają nieco mniejsze rozmiary oraz oliwkowy dziób w górnej części górnej szczęki z brązowym nalotem. Samiec poza sezonem lęgowym ma dziób jak u samicy.
Osobniki niedojrzałe cechuje matowe upierzenie. Wierzch ciała jest bardziej oliwkowobrązowy, biel po bokach głowy zagłuszają brązowe końcówki piór. Na spodzie ciała można dostrzec brązowy nalot. Rdzawe obszary upierzenia są bardziej matowe. Tęczówka brązowa, dziób bardziej matowy i ciemniejszy, niż u dorosłych. W szacie młodocianej dodatkowo białe części spodu ciała, zwłaszcza broda, gardło i boki piersi wykazują silniejszy brązowy nalot. Ponadto dziób jest ciemny, a nogi i stopy żółtobrązowe.

## Ekologia i zachowanie
Bagiewniki białopierśne zamieszkują różnorodne środowiska. Mogą to być mokradła, zarówno te pokryte trawami, jak i te z ciborami, bagna porośnięte sagowcami, obszary trawiaste, zarośla bambusów, tereny z wysokimi trawami poprzeplatanymi ciborami i krzewami, wilgotne zakrzewienia, pola ryżowe, uprawy trzciny cukrowej, stawy, obrzeża rzek, jeziora, rowy oraz obrzeża lasów, w tym namorzynowych. Często pojawiają się w pobliżu siedlisk ludzkich, na przykład na wiejskich stawach, w parkach czy pod przydrożnymi żywopłotami. W Indiach występują do wysokości około 1500 m n.p.m., w Nilgiris (Tamilnadu) do 2000 m n.p.m. W Nepalu stwierdzane głównie na wysokości 75–1370 m n.p.m. (jedno stwierdzenie z 3800 m n.p.m. z maja 1999) Z Bhutanu są stwierdzenia z 2100 i 2600 m n.p.m. Większość populacji jest osiadła. Osobniki z północnych części zasięgu zimują na południe po Sumatrę i na zachód po Półwysep Arabski. W większej części zasięgu migracje bagiewników białopierśnych są niejasną kwestią; sezonowość ich występowania na danym terenie można zauważyć jedynie w Chinach.
Bagiewniki białopierśne szczególnie aktywne są wieczorami, o zmierzchu wychodzą żerować na otwarty teren. Nie są szczególnie płochliwe, często widuje się je na odsłoniętym terenie. Odwiedzają również parki, skupiska budynków i wsie, jednak zaniepokojone natychmiast chowają się. Pożywienia szukają na otwartym terenie wzdłuż zbiorników wodnych, na Malediwach obserwowano je także na plażach podczas odpływu. Przeważnie chodzą powoli, z zadartym ogonem, którym nieustannie potrząsają, lecz czasami podczas żerowania biegają. Dobrze się wspinają. Żwawo pływają, podobnie do kokoszek. Nagle spłoszone mogą rozłożyć skrzydła, złożyć je i uciec lub niemalże pionowo poderwać się i odlecieć ze zwisającymi nogami. Jeśli uciekną do lasu, mogą na krótko przysiadać na drzewach. Przeważnie bagiewniki białopierśne są widywane pojedynczo lub w parach, niekiedy w grupach liczących do 5 osobników. Obserwowane na kampusie Jahangirnagar University ptaki 36,46% czasu spędzały na żerowaniu; była to dominująca czynność. 8,59% czasu poświęcały na pielęgnację upierzenia, 5,2% – na odpoczynek. Najwięcej żerowały około 7 nad ranem.

### Pożywienie
Pożywieniem bagiewników białopierśnych są bezkręgowce – w tym pierścienice, mięczaki (w tym Melanoides tuberculata i Parreysia favidens), owady (między innymi prostoskrzydłe i chrząszcze – w tym czarnuchowate, biegaczowate, ryjkowcowate jak Myllocerus) i ich larwy oraz pajęczaki, karaczanowate, mrówkowate (Pheidole), pszczołowate (pszczoła karłowata, Apis florea) – oraz niewielkie ryby. Prócz tego zjadają nasiona traw (w tym młodego ryżu i innych zbóż uprawnych) i korzenie roślin bagiennych. Materia roślinna tworzy niewielką część diety.

### Głos
Głos bagiewnika białopierśnego jest charakterystyczny, bardzo głośny. Przypomina różnorodne porykiwania, chrząknięcia, rechot i chichot, po których następuje monotonne metaliczne kru-ak, kru-ak, kru-ak, km-ak-a-wak-wak. Nawoływanie może trwać bez przerwy przez 15 minut lub dłużej. Szczególnie często bagiewniki białopierśne odzywają się nad ranem i wieczorem, słychać je również nocą. Nierzadko nawołują się ze szczytu krzewu lub bambusa, czasami w parach. Bardzo często odzywają się w sezonie lęgowym, po nim milkną. Głos jest wyjątkowo głośny jak na ptaka tego rozmiaru; indyjski przyrodnik Edward Hamilton Aitken napisał, że przywodzi mu na myśl „niedźwiedzia pieczonego na wolnym ogniu”. Czasami bagiewniki białopierśne powtarzają kilka minut bez przerwy kuk, również po zmierzchu. Na Celebesie głos tych ptaków był opisywany jako zlewające się bulgoczące dźwięki, nosowe okrzyki i piski, bez porykiwań.

### Lęgi

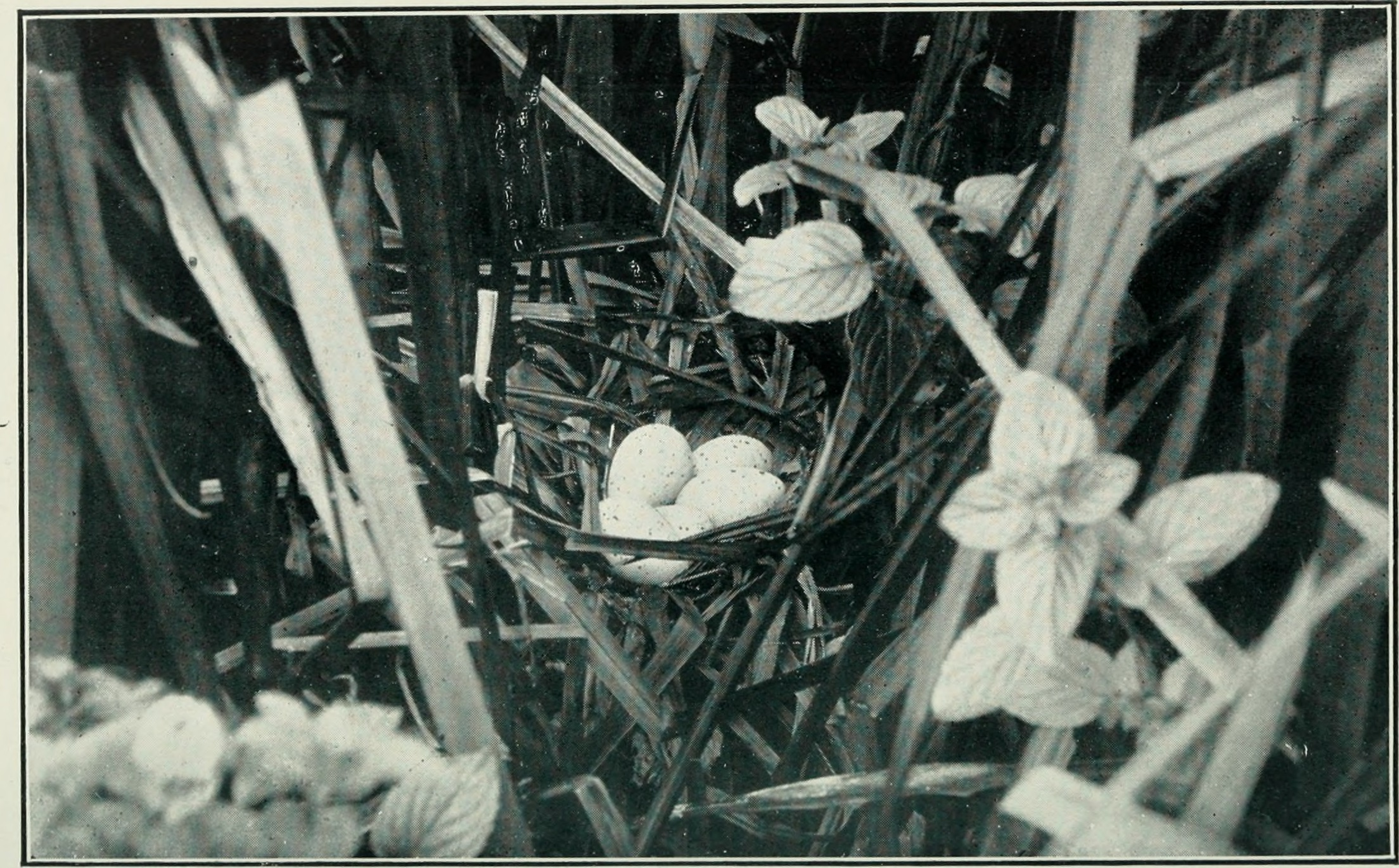
Gniazdo bagiewników białopierśnych

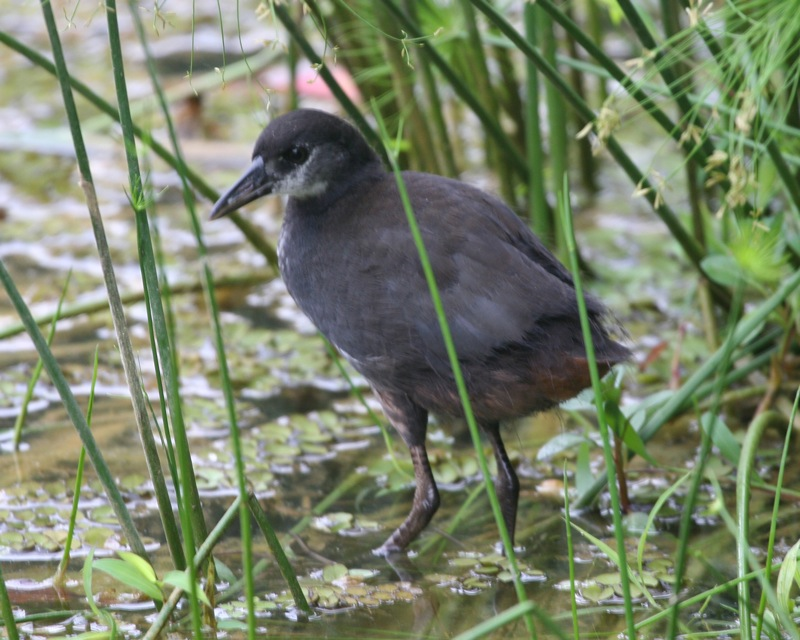
Młodociany bagiewnik białopierśny

W Indiach, Pakistanie i Nepalu okres lęgowy trwa od czerwca do października, na Andamanach i Nikobarach od czerwca do lipca, w Bangladeszu – od lipca do sierpnia, na Sri Lance głównie w okresie monsunów południowo-zachodnich (ale lęgi stwierdzano w ciągu całego roku), w Chinach od maja do czerwca, w Wietnamie – w maju, w Mjanmie od maja co najmniej do lipca, na Półwyspie Malajskim do października, na Riukiu od kwietnia do listopada. Na Sumatrze lęgi stwierdzano w styczniu, maju, lipcu, wrześniu, listopadzie. Na Borneo i niemal każdej tropikalnej wyspie lęgi mogą odbywać się niemal o każdej porze roku. Według danych z roku 2000 była tylko jedna informacja o porze gniazdowania na Filipinach; ptaka z powiększonymi gonadami (co świadczy o aktywności lęgowej) odłowiono w lutym. Bagiewniki białopierśne są monogamiczne, więzi między ptakami tworzą się przynajmniej na okres sezonu lęgowego, kiedy też wykazują zachowania terytorialne. Nie tolerują innych ptaków swojego gatunku. Samce zachowują się dość zadziornie, jednak potyczki między bagiewnikami w większości obywają się bez urazów.
Gniazdo przypomina formą płytką miseczkę, budowane jest blisko zbiornika wodnego, rowu, nawadnianego pola. Budulec stanowią trawy, pnącza (jak Mikania cordata) i łodygi innych roślin, wysuszone sity, liście pałki (Typha). Umieszczone jest na ziemi, tuż nad nią w trawach lub splątanej roślinności podszytu, w tym między krzewami (na przykład tamaryszkami, Tamarix i Prosopis) bądź w zaroślach bambusów albo na krzewach (w tym różanecznikach, lagerstremii wspaniałej) 2–3 m nad ziemią. Czasami gniazdo wydaje się być masywniejsze, przypomina resztki nagromadzone w plątaninie roślin. W budowie gniazda mogą brać udział obydwa ptaki z pary. Zdarza się, że zostaje zlokalizowane daleko od wody. Na kampusie Jahangirnagar University stwierdzono budowę „fałszywych” gniazd, budowanych w celu zmylenia drapieżnika i odwiedzenia go od używanego gniazda.
Zniesienie liczy 4–9 jaj. W Dżammu na 67 gniazd najczęstszą liczbą jaj było 6 (20 gniazd) i 5 (15 gniazd). Skorupka ma kształt wydłużonego owalu, wykazuje nieznaczny połysk. Jej barwa waha się od kremowej po szarokremową lub różowobiałą. Powierzchnię pokrywają duże plamy i pasy koloru czekoladowobrązowego lub czerwonobrązowego. Średnie wymiary 100 jaj ptaków podgatunku nominatywnego (z Półwyspu Indochińskiego i przyległych obszarów): 40,5 na 29,7 mm (37–45 na 28–31,9 mm); 50 jaj ptaków podgatunku A. p. insularis: 40,8 na 31 mm (37,2–43 na 29–32,2 mm). Jaja składane są w odstępach blisko 24-godzinnych, aż do uzyskania kompletnego zniesienia; taki schemat stwierdzono u wielu gatunków ptaków. Inkubacja trwa 20 dni. Wysiadują obydwa ptaki z pary. Obserwowano próby plądrowania jaj przez warana bengalskiego (Varanus bengalensis) i mangustę małą (Herpestes auropunctatus).
Pisklęta klują się pokryte czarnym puchem, na spodzie ciała bardziej brązowo-czarnym. Ich dziób ma barwę popielatą lub czarniawą z jaśniejszą końcówką, tęczówka – jasnoszarą. Nogi i stopy popielatobrązowe. Pisklęta wykazują się dużą aktywnością, dobrze nurkują, zaniepokojone rozpierzchają się. Dobrze wspinają się na łodygi roślin. Są zagniazdownikami, lecz pierwsze 5–6 dni spędzają w okolicy gniazda. Opiekują się nimi obydwa ptaki z pary, jeden je wodzi, drugi chroni od tyłu.

## Status
IUCN uznaje bagiewnika białopierśnego za gatunek najmniejszej troski (LC, Least Concern) nieprzerwanie od 1988 (stan w 2019). Nie jest wymieniony w Czerwonej Księdze Tajlandii (2005), Filipin (2004). W chińskiej Czerwonej Księdze w 2015 bagiewnik białopierśny otrzymał rangę LC, podobnie w Czerwonej Księdze Bangladeszu w 2014 (wcześniej w 2000 sklasyfikowany był jako niezagrożony), Nepalu w 2016 i Sri Lanki w 2012. W Bangladeszu podczas ostatniej klasyfikacji wspomniano o zanikaniu opuszczonych wiejskich stawów, ważnego środowiska życia dla tych chruścieli, ze względu na zwiększanie się liczby mieszkańców, jednak populacje bagiewników w innych środowiskach były nienaruszone.